# Llista d'episodis de Lamu, la petita extraterrestre
Lamu, la petita extraterrestre (うる星やつら, Urusei Yatsura) és una sèrie de manga de l'autora manga japonesa Rumiko Takahashi, que es va publicar per primer cop a la revista Shōnen Sunday l'any 1978. Explica l'absurda i delirant història d'Ataru Moroboshi, un jove japonès pervertit i obsessionat amb totes les dones excepte una, la Lamu, una petita extraterrestre que és l'única que l'estima però també l'única a qui ell no desitja.
La sèrie d'anime fou adaptada per Kitty Films i l'animació fou produïda conjuntament per l'Studio Deen i l'Studio Pierrot. Fou estrenada al Japó el 14 d'octubre de 1981 fins al 14 de març de 1986 per la cadena de televisió Fuji TV. Fou dirigida per Mamoru Oshii, des de l'any 1981 fins al 1984, i després per Kazuo Yamazaki, des de l'any 1984 fins al 1986. Està formada per 195 episodis de 25 minuts de duració cadascun. La sèrie aconseguí un notable èxit d'audiència i ràpidament fou exportada a altres països.
A Catalunya, la sèrie d'anime fou emesa el 6 de desembre de 1992 per TV3, reemetent-se posteriorment pel Canal 33 i K3. També fou distribuïda a Espanya en format DVD per Jonu Media, amb els doblatges en castellà i català.

## Llista d'episodis

### Primera temporada
| # | Títol en català                                                                               | Data d'estrena al Japó | Data d'estrena a Catalunya |
| --- | --------------------------------------------------------------------------------------------- | ---------------------- | -------------------------- |
| 1 | Sóc la temible Lamu! Uwasa no RAMU-chan Datcha! (うわさのラムちゃんだっちゃ！)                | 14 d'octubre de 1981   | 6 de desembre de 1992      |
| L'episodi comença amb un partit de beisbol en què l'Ataru rep un bon cop de pilota. L'acompanyen a casa i descobreix que l'han escollit per lluitar contra la campiona d'una raça invasora en un duel de tocar i parar que durarà deu dies. Si perd, els alienígenes envairan. Si guanya, els invasors se'n tornaran a casa. L'Ataru no té cap ganes de jugar a tocar i parar fins que veu la seva contrincant: la bellíssima Lamu. |                                                                                               |                        |                            |
| 2 | Plou petroli! Machi ni Sekiyu no Ame ga Furu (町に石油の雨がふる)                             | 14 d'octubre de 1981   |                            |
| En aquest episodi, un taxi porta l'Ataru a casa accidentalment i la tarifa és... massa alta. Com que l'Ataru no pot pagar, l'Agència de Taxis comença a robar tot el petroli del món. |                                                                                               |                        |                            |
| 3 | Arriba el correu espacial Uchuu Yuubin TEN-chan Tôchaku! (宇宙ゆうびんテンちゃん到着！)       | 21 d'octubre de 1981   |                            |
| En Jariten, el cosí de la Lamu, arriba de l'espai en un préssec gegant. L'Ataru i ell es cauen fatal des del principi. |                                                                                               |                        |                            |
| 4 | La senyoreta Oreneta i la Senyora Pingüí Tsubame-san to PENGIN-san (つばめさんとペンギンさん) | 21 d'octubre de 1981   |                            |
| La Lamu es maquilla per anar a veure el seu estimat a l'escola. Una oreneta s'empassa tot el menjar que li dona en Jariten i creix tant que sembla un pingüí. L'aparició de l'animal a l'escola desencadena el pànic. |                                                                                               |                        |                            |
| 5 | L'increïblement ben plantat Rei Henshin Bidan REI ga Kita! (変身美男レイが来た！)             | 28 d'octubre de 1981   |                            |
| Aparició d'en Rei, l'exnòvio de la Lamu. L'episodi comença amb l'Ataru contemplant una tempesta des de la seva habitació i la Lamu intentant endur-se'l al llit. La Shinobu coneix en Rei i el porta a casa de l'Ataru. Després d'una llarga discussió, en Rei desafia l'Ataru a un duel per la Lamu. |                                                                                               |                        |                            |
| 6 | Mort al faldiller! Kutabare Iro-Otoko! (くたばれイロ男！)                                     | 28 d'octubre de 1981   |                            |
| L'Ataru, en Megane i els seus amics van a dinar a un restaurant i hi troben en Rei fent desaparèixer menjar com un forat negre. Durant la resta de l'episodi, en Rei persegueix la Lamu, l'Ataru i els seus amics. La persecució s'allarga i el caos augmenta. |                                                                                               |                        |                            |
| 7 | Kintaro Aki no Sora kara Kintarou! (秋の空から金太郎！)                                       | 4 de novembre de 1981  |                            |
| Primera aparició d'en Kintaro, un nen molt dolent que es desplaça amb un os volador i acompanyat de la seva estrafolària mainadera. Però resulta que en Kintaro ha perdut la mainadera i l'Ataru, la Shinobu, la Lamu i en Jariten l'ajuden a buscar-la. |                                                                                               |                        |                            |
| 8 | Viu amb coratge! Takumashiku Ikirun'yaa! (たくましく生きるんやっ！)                           | 4 de novembre de 1981  |                            |
| La mainadera d'en Kintaro, amb l'ajuda de l'Ataru, porta els nens alienígenes d'excursió per la Terra. L'Ataru explica el mite del Kintaro original, que va matar un dimoni, i en Kintaro decideix fer honor al seu nom. |                                                                                               |                        |                            |
| 9 | La misteriosa i seductora bellesa Sakura Nazo no Oiroke Bijo SAKURA (謎のお色気美女サクラ)    | 18 de novembre de 1981 |                            |
| Primera aparició de la Sakura a la sèrie. L'Ataru ja no aguanta més la Lamu i ha decidit amagar-se. Per desgràcia, en un restaurant, la Lamu, els pares de l'Ataru, la Shinobu i en Cherry el descobreixen, i tota una multitud comença a perseguir-lo, però ell aconsegueix esquivar-la i topa amb la Sakura, que se l'endú a casa seva.                                                                                           |                                                                                               |                        |                            |
| 10 | El virus Nayameru UIRUSU (悩めるウィルス)                                                     | 18 de novembre de 1981 |                            |
| Un matí, l'Ataru arriba a l'escola i veu que tothom està esperant l'arribada de la nova professora Sakura. Sembla que l'Ataru es troba malament, però en realitat està posseït, i la Sakura l'exorcitza. |                                                                                               |                        |                            |
| 11 | Triangle amorós Koi no Sankaku BURAKKUHOORU (恋の三角ブラックホール)                          | 25 de novembre de 1981 |                            |
| L'Ataru truca la Shinobu per quedar amb ella, però la Lamu l'interromp i fa que la Shinobu s'enfadi amb ell. L'Ataru fa fora la Lamu i es passa la resta de l'episodi intentant parlar amb la Shinobu. Però la Lamu és tossuda, i amb l'emissió d'un raig especial aconsegueix inutilitzar la xarxa telefònica. El problema és que l'emissió té l'efecte secundari de fer desaparèixer un avió i un helicòpter.                     |                                                                                               |                        |                            |
| 12 | El petit dimoni HOREHORE Koakuma Dakkya! (ホレホレ小悪魔だっきゃ！)                           | 25 de novembre de 1981 |                            |
| Tornant de l'escola, l'Ataru és atacat per un grup de gats negres i li surt un bony al cap. Al vespre, mentre s'està mirant el bony, un dimoniet surt del mirall. El dimoniet és terrible, i l'Ataru i el senyor Moroboshi demanen a en Cherry que l'exorcitzi. |                                                                                               |                        |                            |
| 13 | La gran descàrrega elèctrica Dengeki SHOKKU ga Kowai! (電撃ショックがこわい!)                 | 2 de desembre de 1981  |                            |
| En Cherry dona a l'Ataru unes cintes grogues que poden neutralitzar els poders de la Lamu si aconsegueix que se les lligui a les banyes. Per aconseguir-ho, l'Ataru ha de fer veure que l'estima. |                                                                                               |                        |                            |
| 14 | Vudú Nenriki URAMI no Ayatsuri Ningyou (念力ウラミのあやつり人形)                             | 2 de desembre de 1981  |                            |
| L'Ataru descobreix que la Lamu té afició per fer figures de vudú. La Lamu fa una reproducció de la Shinobu i l'Ataru intenta prendre-la-hi. |                                                                                               |                        |                            |
| 15 | De l'armari a Neptú Oshiire no Mukou wa Kaiousei (おし入れの向うは海王星)                     | 9 de desembre de 1981  |                            |
| Primera aparició de l'Oyuki, amiga de Lamu i reina de Neptú que, a més, posseeix uns sorprenents poders de domini del glaç. En Megane i els seus amics visiten l'Ataru, que està refredat, i la Shinobu, que l'està cuidant. Descobreixen que dins l'armari de l'habitació de l'Ataru hi ha una porta que du a Neptú. La traspassen accidentalment i són rebuts, a Neptú, per la Lamu i l'Oyuki.                                    |                                                                                               |                        |                            |
| 16 | La caòtica era dels dinosaures HACHAMECHA Kyouryuusei Jidai (ハチャメチャ恐竜時代)            | 9 de desembre de 1981  |                            |
| L'Ataru pilota un ultralleuger, amb la Lamu i en Jariten al darrere, quan en Kintaro topa amb ell. Amb la col·laboració de la descàrrega elèctrica de la Lamu, la topada els envia tots plegats a l'era dels dinosaures. |                                                                                               |                        |                            |
| 17 | La bella dorment Kurama Nemureru Bijo KURAMA-Hime (眠れる美女クラマ姫)                        | 16 de desembre de 1981 |                            |
| Primera intervenció de la Kurama, la princesa karas-tengu. L'Ataru i els seus amics parlen amb un karas-tengu que s'endú l'Ataru per casar-lo amb la Kurama. Aquesta intenta reformar l' Ataru perquè sigui el marit perfecte. |                                                                                               |                        |                            |
| 18 | L'infern de les dones atlètiques ASURECHIKKU Onna Jigoku! (アスレチック女地獄!)               | 16 de desembre de 1981 |                            |
| La Kurama utilitza una estranya porta dimensional per intentar curar l'Ataru de la seva luxúria. A l'altra banda de la porta, l'Ataru troba versions hostils de les noies que li agraden. |                                                                                               |                        |                            |
| 19 | Quin Nadal! Tokimeki no Seiya (ときめきの聖夜)                                                | 23 de desembre de 1981 |                            |
| En Megane prepara un pla per humiliar l'Ataru i alhora aconseguir que la Lamu el deixi en pau, però la Lamu se n'assabenta i saboteja la maquinació. |                                                                                               |                        |                            |
| 20 | Ataru visita Heinkyo Ataru Genji Heiankyou ni Yuku (あたる源氏平安京にゆく)                   | 6 de gener de 1982     |                            |
| Primera aparició d'en Mendou, el ric noble que, de fet, no intervindrà realment en la sèrie fins més endavant. En Mendou explica una història sobre el Japó antic en què apareixen els personatges que ja coneixem durant una invasió alienígena lleugerament diferent: els alienígenes són una colla de bàrbars, amb l'excepció d'una noia molt bonica i el seu cosí.                                                              |                                                                                               |                        |                            |
| 21 | Batalla campal Koi no BATORU ROIYARU (恋のバトルロイヤル)                                     | 13 de gener de 1982    |                            |
| Presentació d'en Tsubame, que és el nòvio de la Sakura i també té poders sobrenaturals. La Sakura convida l'Ataru, la Lamu, la Shinobu, en Megane, Perm, Chibi i Kakugari a una disco, on en Tsubame comença a llançar encanteris a tort i a dret i apareixen tot de sers estranys, incloent-hi Rei. |                                                                                               |                        |                            |
| 22 | Eres fort, pare Chichi yo Anata wa Tsuyokatta (父よあなたは強かった)                          | 13 de gener de 1982    |                            |
| La Kurama s'endú l'Ataru en un viatge al passat per ajudar el seu pare, que tenia por de les dones. L'Ataru i el pare de la Kurama han de passar per un pont custodiat per un guàrdia. |                                                                                               |                        |                            |
| 23 | El lladre de banyadors HAWAIAN Mizugi DOROBOU (ハワイアン水着ドロボウ)                        | 20 de gener de 1982    |                            |
| L'Ataru, la Lamu, la Shinobu, la Sakura, en Megane, en Cherry i altres amics van a la platja. Un pop es dedica a robar el banyador a la gent, però tots els indicis semblen acusar en Cherry. Finalment, atrapen el pop i l'apallissen. |                                                                                               |                        |                            |
| 24 | Un tiberi infernal Jigoku no FURUKOOSU (地獄のフルコース)                                     | 20 de gener de 1982    |                            |
| Encara a la platja, el grup veu un sonat que intenta batre tots els rècords de deglució. La Sakura explica que el secret de la seva figura són unes pastilles dietètiques que es diuen "Aliments per a belleses", però en realitat tots sabem que la Sakura pot menjar tant com vulgui, i ho demostra derrotant l'Ataru i en Cherry en un concurs en què li pispen tot el menjar al sonat famèlic.                                  |                                                                                               |                        |                            |
| 25 | "Mendou" vol dir "problemes" Mendou wa TORABURU to Tomo ni! (面堂はトラブルとともに!)         | 27 de gener de 1982    |                            |
| És el primer dia d'escola d'en Mendou. L'Ataru i ell s'enfronten en un duel per la presidència de la classe. Com que acaba en empat, hi ha un segon duel, aquest cop amb canons, que l'Ataru guanya amb l'ajuda de la Lamu. |                                                                                               |                        |                            |

### Desena temporada
| #   | Títol en català                                                                                                  | Data d'estrena al Japó | Data d'estrena a Catalunya |
| --- | --- | ---------------------- | -------------------------- |
| 163 | El meu estimat no m'entén! Taihen! Darrin ni kotoba ga tsuujinaiccha (大変！ダーリンに言葉が通じないっちゃ)      | 3 de juliol de 1985    |                            |
| 164 | Jariten i les anguiles Akumu no natsu! Ten-chan no una juudai sakusen!! (悪夢の夏！テンちゃんのうな重大作戦！！) | 10 de juliol de 1985   |                            |
| 165 | La malalta difícil Omimai panikku!? Warugi wa naiccha yo (お見舞いパニック！？悪気はないっちゃよ)                | 17 de juliol de 1985   |                            |

### Onzena temporada
| # | Títol en català | Data d'estrena al Japó | Data d'estrena a Catalunya |
| --- | --- | ---------------------- | -------------------------- |
| 166 | Que és estrany! En Mendo té un pop al cap Kowai!! Shutaro no atama ni tako ga iruccha!? (怖い！！終太郎の頭にタコがいるっちゃ！？)      | 24 de juliol de 1985   |                            |
| 167 | L'invasor de l'espai Uchuu kara no shinryukusha! Ayaushi Lum no Kuchibiru (宇宙からの侵略者！あやうしラムの唇！！)                      | 31 de juliol de 1985   |                            |
| 168 | Supervivència a l'espai Supessu sabaibaru! Kuu no wa yatsura da (スペースサバイバル！食うのは奴らだ)                                    | 7 d'agost de 1985      |                            |
| 169 | Glaçons perillosos Shigekiteki daccha! Kyoufu no zujou kurraa (刺激的だっちゃ！恐怖の頭上クーラー！！)                                  | 14 d'agost de 1985     |                            |
| 170 | Atac d'amor, romanticisme a dojo Ai no shuugeki! Romanchikku ga tomaranai!! (愛の襲撃！ロマンチックがとまらない！！)                    | 21 d'agost de 1985     |                            |
| 171 | Els maldecaps d'una apagafocs Hisabisa toujou! Hikeshi no haha ni nayami ari!! (ひさびさ登場！火消しの母に悩みあり！！)                 | 28 d'agost de 1985     |                            |
| 172 | Ja som prou feliços Ocellot Koufuku oshiure! Pinto hazure no aoitori!! (幸福押し売り！ピントはずれの青い鳥！！)                         | 4 de setembre de 1985  |                            |
| 173 | El banyador de l'Àlex Oonamiran! Ryunosuke ga hajimete mizugi wo kiru toki!! (大波乱！竜之介が初めて水着を着る時！！)                   | 11 de setembre de 1985 |                            |
| 174 | La Guineu es vol casar Hanayome ga hoshii!! Kitsune no ai no daibouken!! (花嫁がほしい！！キツネの恋の大冒険！！)                       | 18 de setembre de 1985 |                            |
| 175 | No es pot ser bona minyona a cap preu Shitsukoiccha! Sannin musume no doubutsu taisaku ikusa!! (しつこいっちゃ！三人娘の動物大作戦！！) | 25 de setembre de 1985 |                            |
| 176 | Tot l'Institut va a pescar Outsu kamidori! Hamachaya ikenai shoubai (お魚つかみどり！浜茶屋のイケナイ商売)                              | 2 d'octubre de 1985    |                            |
| 177 | L'estrella dels tres desitjos Hoshi ni negai wo! Ataru ikka wa yokubo panikku (星に願いを！あたる一家は欲望パニック)                    | 16 d'octubre de 1985   |                            |
| 178 | L'Ataru està gelós Kuchi duke takyuubin! Darrin hajimete no yakimochi! (くちづけ宅急便！ダーリン初めてのヤキモチ！)                     | 23 d'octubre de 1985   |                            |
| 179 | La cerimònia del te al jardí Osake wa kowai! Sakura no oharai daishippai (お酒はコワイ！サクラのおはらい大失敗)                         | 30 d'octubre de 1985   |                            |
| 180 | El joc de la meditació Bukimidaccha! Sakuranbo yoga sukurru!! (不気味だっちゃ！錯乱坊ヨガスクール！！)                                  | 6 de novembre de 1985  |                            |
| 181 | El professor d'anglès se'n va Saraba Onsen sensei!? Namida no soubetsu marason taikai (さらば温泉先生！？涙の送別マラソン大会)          | 4 de desembre de 1985  |                            |
| 182 | La història d'amor de la Sakura Junai Sakura! Wagari no tsurutsuru sekken!? (純愛サクラ！別れのつるつるセッケン！？)                    | 11 de desembre de 1985 |                            |
| 183 | La germana i el germanet Hichou vs Oniisan! Aru ai no tatakaidaccha! (飛鳥vsお兄様！ある愛の闘いだっちゃ！)                             | 18 de desembre de 1985 |                            |
| 184 | Bona sort, mala sort Darrin daikyou! Kyofu no Shijigen omikuji!! (ダーリン大凶！恐怖の四次元おみくじ！！)                               | 25 de desembre de 1985 |                            |
| 185 | El joc de cap d'any Shinshun panikku! Mendo-ke ningen sugoroku taikai (新春パニック！面堂家人間すごろく大会)                            | 8 de gener de 1986     |                            |
| L'avi d'en Mendou convida la Lamu, l'Ataru, la Shinobu, en Mendou i en Jariten a casa seva, on hi ha tota mena de trampes i paranys. La resta de la família Mendou juga amb els intents de superar les trampes dels convidats. | |                        |                            |
| 186 | Els desitjos d'en Ten Yume miru Ten-chan! Niji no hate ni daibouken!! (夢みるテンちゃん！虹のはてに大冒険！！)                          | 15 de gener de 1986    |                            |
| En Jariten coneix un nan que li diu que ha perdut un paraigua màgic. Si el recupera, el portarà al país dels somnis, però la missió no serà fàcil. | |                        |                            |
| 187 | Arriba la setmana d'exàmens Detto ga shitai! Ataru no tesuto daisakusen (デートがしたい！あたるのテスト大作戦)                          | 22 de gener de 1986    |                            |
| S'acosten els exàmens i l'Ataru demana ajuda a tothom, però l'única que l'ajuda és la Lamu, que fa servir una màquina molt estranya per copiar els apunts d'en Mendou. El problema és que la Lamu barreja l'Ataru amb els apunts i l'endemà Ataru copia els gestos de tothom. Finalment, la seva mare li dona un petit amulet d'on surt un follet que intenta ajudar-lo durant els exàmens. | |                        |                            |
| 188 | L'Ataru m'estima Darrin ga uchi wo suki dato ittaccha (ダーリンがうちを好きだと言ったっちゃ)                                            | 29 de gener de 1986    |                            |
| La Sakura dona un dolç especial a la Shinobu i a la Lamu. Qui en mengi es tornarà molt noble, amable i honrat. La Lamu aconsegueix que l'Ataru en mengi, però les maneres no hi milloren. | |                        |                            |
| 189 | La missió suïcida del professor d'anglès Kesshi no kateihoumon! Kyoushi kagyou mo inochi gake!! (決死の家庭訪問！教師家業も命がけ！！)  | 5 de febrer de 1986    |                            |
| Onsen-Mark va a casa de Ryunosuke, Mendou, Shinobu i Ataru, per aquest ordre. Però les visites només provoquen problemes, fins que va a casa de Lamu. | |                        |                            |
| 190 | Alerta! Que ve la nina gegant de la Lamu Hachamecha! Ran-chan no kyoudai ningyou!! (ハチャメチャ！ランちゃんの巨大人形！！)             | 12 de febrer de 1986   |                            |
| En Jariten arriba a l'escola i comença a barallar-se amb tothom. Apareixen les nines de la Ran, que comencen a explotar. La Lamu, la Ran, l'Ataru, la Shinobu, en Jariten i en Mendou s'han de quedar a l'escola després de classe, però tornen a començar a barallar-se fins que Kotatsu, accidentalment, activa una nina molt especial.                                                   | |                        |                            |
| 191 | La Guineu lluita per salvar la seva enamorada Koi hito tsuji! Inochi kakemasu shunjou Kitsune!! (恋ひとすじ！命かけます純情キツネ！！)  | 19 de febrer de 1986   |                            |
| En Kitsune sent a parlar d'una dona que un dimoni va empresonar en un retrat i que un gran heroi va alliberar. Decideix agafar una foto de la Shinobu i anar a buscar un dimoni per derrotar-lo. Sabeu a qui ataca? | |                        |                            |
| 192 | El segrest de Lamu Hayaku kite Darrin! Lum no kiken na kekkon hanashi (早く来てダーリン！ラムの危険な結婚)                              | 26 de febrer de 1986   |                            |
| En Shingo és un noi que de petit es va perdre a la selva elèctrica, ha estat criat per la televisió i ara busca nòvia. Coneix la Lamu i aquesta li demana que l'ajudi a dur a terme un pla: farà veure que l'han segrestat i l'Ataru es posarà gelós. Però el segrest de la Lamu passa de fictici a real.                                                                                   | |                        |                            |
| 193 | Aquesta Ran és insuportable! Tamaranaiccha! Ran no ijiwaru daisakusen (たまらないっちゃ！ランの意地悪大作戦)                            | 5 de març de 1986      |                            |
| La Ran i la Lamu recorden la infància, però la Ran només té mals records i decideix fer entrar en acció un petit espia que recorda les males experiències a tothom. Primer ataca en Ryunosuke i, després, l'Ataru. | |                        |                            |
| 194 | Urusei Yatsura Owakare Chokuzen Supesharu - Kagayake!! Urusei Taishō (うる星やつらお別れ直前スペシャル 輝け！！うる星大賞)              | 12 de març de 1986     |                            |
| Repetició de l'episodi 44 amb una introducció especial | |                        |                            |
| 195 | Ōru Sutā Dai Enkai! Uchira wa Fumetsu Datcha!! (オールスター大宴会！うちらは不滅だっちゃ！！)                                           | 19 de març de 1986     |                            |
| Tots els personatges de la sèrie fan una aparició durant l'explicació d'un conte japonès | |                        |                            |